# Азербайджанська ТЕС
40°46′48″ пн. ш. 46°59′28″ сх. д. / 40.780054° пн. ш. 46.9910145° сх. д.
Азербайджанська теплова електростанція (азерб. Azərbaycan İstilik Elektrik Stansiyası) — це нафтова електростанція в Мінгечаур, що складається з 8 енергоблоків потужністю 300 МВт кожен.
Є найбільшою теплової електростанцією у Південно-Кавказькому регіоні.

## Будівництво
Будівництво електростанції почалося 1974 року. Перший енергоблок загальною потужністю 2400 мегават був зданий в експлуатацію 20 жовтня 1981, а восьмий - в 1990.
Установки вводилися в експлуатацію поетапно з 1981 до 1990 року і будувалися установками ЛМЗ "Росія" (турбіни), "Електросила" (генератори), Таганрог (котельні). Карабахський канал є джерелом води, що охолоджує.
Висота димових труб заводу становить 320 метрів.

## Виноски
1. ↑  http://www.azerenerji.gov.az/energyproduction
2. ↑  Azerbaijan Thermal Power Plant Azerbaijan - GEO. globalenergyobservatory.org (англ.). Архів оригіналу за 3 березня 2016. Процитовано 13 квітня 2021.
3. ↑  Енергосистема Азербайджану (PDF) (рос.). Архів оригіналу (PDF) за 3 березня 2022. Процитовано 21 травня 2022. [Архівовано 2022-03-03 у Wayback Machine.]
4. ↑  AZƏRBAYCAN MİLLİ ENSİKLOPEDİYASI. ensiklopediya.gov.az (азерб.). Архів оригіналу за 29 листопада 2021. Процитовано 13 квітня 2021.
5. ↑  Развитие электроэнергетики в Азербайджане (PDF) (рос.). Архів оригіналу (PDF) за 20 червня 2021. Процитовано 29 листопада 2021.
6. ↑  AzərEnerji ASC. azerenerji.gov.az (азерб.). Архів оригіналу за 13 квітня 2021. Процитовано 13 квітня 2021. [Архівовано 2021-04-13 у Wayback Machine.]
7. ↑  Объекты. web.archive.org (рос.). 5 лютого 2016. Архів оригіналу за 5 лютого 2016. Процитовано 13 квітня 2021. [Архівовано 2016-02-05 у Wayback Machine.]